# Khondokar Mahmud Hasan
Khondokar Mahmud Hasan, connu sous le nom de KM Hasan ; né le 27 janvier 1939) est un diplomate et juriste bangladais qui a été le 13e président de la Cour suprême du Bangladesh et juge en chef du Bangladesh.

## Jeunesse et éducation
Le père de Hasan, Khandaker Mohammed Hasan, était un juge. Hasan a obtenu son bachelor of Arts, son master of Arts et son baccalauréat universitaire en droit à Dacca, son master of Laws à Londres et est un Barrister-at-Law de Lincoln's Inn,.

## Carrière
Hasan s'est inscrit comme avocat à la Cour suprême en 1963. Il a été ambassadeur en Irak de 1980 à 1982. Il a été élevé au rang de juge à la Haute Cour en 1999 et à la division d'appel le 20 janvier 2002. L'association du barreau de la Cour suprême a désapprouvé cette nomination et a décidé de boycotter sa cérémonie de prestation de serment.
Khondokar Mahmud Hasan a été nommé 13e juge en chef du Bangladesh le 22 juin 2003. Il a remplacé le juge Mainur Reza Chowdhury. Il a été nommé juge en chef en remplacement de deux juges de la division d'appel de la Cour suprême. Le président Iajuddin Ahmed lui a fait prêter serment au Bangabhaban le lendemain. Le juge Hasan a été impliqué dans différentes organisations, dont le Bangladesh Institute of Law and International Affairs et l'American Bar Association,.
Le juge KM Hasan et le juge J. R. Mudassir Husain, son successeur, ont été nommés à la place du juge Md Ruhul Amin et du juge Mohammad Fazlul Karim en 2003 et 2004, pendant le mandat du gouvernement du Parti nationaliste du Bangladesh, selon les médias. Six juges, au total, de la Cour suprême ont été nommés juges en chef en violation de l'ancienneté de leurs collègues.
Hasan a été professeur de droit à temps partiel à l'université de Dacca et a également été le gouverneur du comité de conception du projet pilote pour l'introduction de la médiation dans les tribunaux de la famille au Bangladesh.